# مطار المنيعة
مطار المنيعة (إياتا: ELG، إيكاو: DAUE) هو مطار يقع في مدينة المنيعة، الجزائر.

## الوجهات
| شركـات طيـران           | الوجهات           |
| ----------------------- | ----------------- |
| الخطوط الجوية الجزائرية | الجزائر, تامنراست |